# Erwin von Witzleben
Erwin von Witzleben, nemški feldmaršal, * 4. december 1881, Berlin, † 8. avgust 1944.
von Witzleben je nastopil v vojaško službo leta 1901. Po začetku prve svetovne vojne je postal najprej poveljnik čete, kasneje pa bataljona. Med drugim se je boril tudi v veliki bitki pri Verdunu in si je v bojih prislužil železna križca obeh stopenj. V vojski je ostal tudi v povojnem obdobju in v letu 1934 prišel do generalskega čina. Že pred vojno je simpatiziral z nasprotniki nacistične diktature, bil je med člani Osterjeve zarote, ki je leta 1938 med sudetsko krizo nameravala Hitlerja zapreti. Po izbruhu druge svetovne vojne je Witzleben vodil nemško prvo armado in z njo leta 1940 sodeloval pri napadu na Francijo. Bil je med tistimi generali, ki jim je Hitler po zmagi nad Francijo podelil naziv maršala, najvišji možni čin. Leta 1944 je sodeloval v zaroti proti Hitlerju, operaciji Valkyrie ali tako imenovani zaroti 20. julija, ki pa ni uspela in je bil posledično obsojen na smrt ter usmrčen 8. avgusta 1944. 